# Кнежја вас
Кнежја вас (словен. Knežja vas) је насељено место у општини Требње, регија Југоисточна Словенија, Словенија.

## Историја
До територијалне реорганизације у Словенији била је у саставу старе општине Требње.

## Становништво
У попису становништва из 2011. године, Кнежја вас је имала 71 становника.
| Број становника према пописима | Број становника према пописима | Број становника према пописима |
| ------------------------------ | ------------------------------ | ------------------------------ |
| 1991                           | 2002                           | 2011                           |
| 69                             | 73                             | 71                             |

Напомена: Године 2006. извршена је мања размена територија између насеља Кнежја вас и Лужа.